# (6884) Takeshisato
(6884) Takeshisato (9521 P-L) – planetoida z pasa głównego asteroid okrążająca Słońce w ciągu 3,44 lat w średniej odległości 2,28 j.a. Odkryta 17 października 1960 roku.